# Halityle regularis
Halityle regularis är en sjöstjärneart som beskrevs av Fisher 1913. Halityle regularis ingår i släktet Halityle och familjen Oreasteridae. Inga underarter finns listade i Catalogue of Life.